# Dunsmuir
Dunsmuir é uma cidade localizada no estado americano da Califórnia, no condado de Siskiyou. Foi incorporada em 7 de agosto de 1909.

## Geografia
De acordo com o United States Census Bureau, a cidade tem uma área de 4,5 km², onde 4,4 km² estão cobertos por terra e 0,1 km² por água.

### Localidades na vizinhança
O diagrama seguinte representa as localidades num raio de 40 km ao redor de Dunsmuir. 

## Demografia
Segundo o censo nacional de 2010, a sua população é de 1 650 habitantes e sua densidade populacional é de 374,75 hab/km². É a cidade que, em 10 anos, teve a maior redução populacional do condado de Siskiyou. Possui 1 110 residências, que resulta em uma densidade de 252,10 residências/km².